# Bramstedtlund
Bramstedtlund és un municipi del districte de Nordfriesland, dins l'Amt Südtondern, a l'estat alemany de Slesvig-Holstein, devora de la frontera amb Dinamarca. És un municipi independent des de 1954. El 31 de desembre del 2023 tenia 218 habitants.